# تاج (کالبدشناسی)

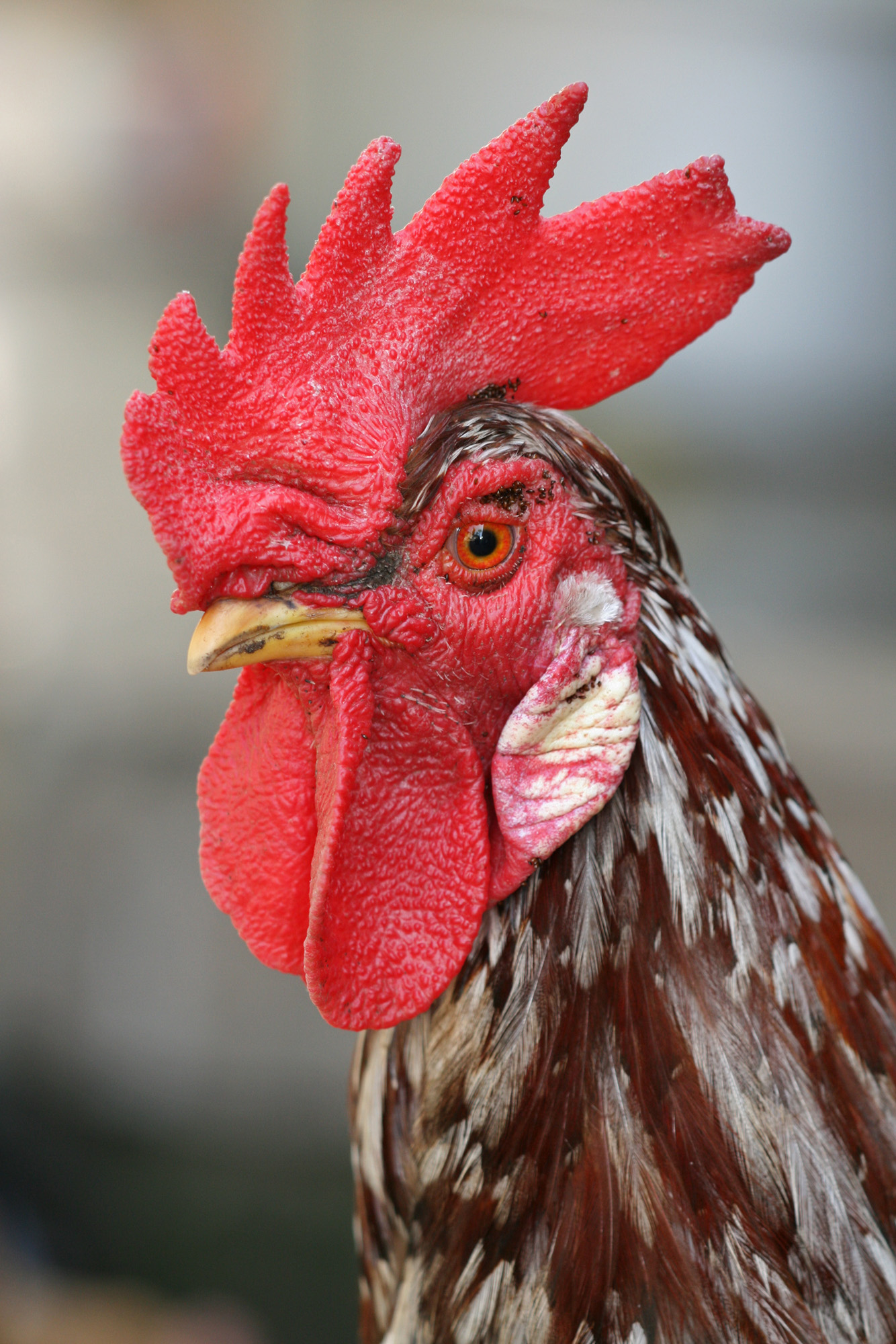
یک خروس با یک تاج قرمز بزرگ

تاج (به انگلیسی: Comb) یک رشد گوشتی یا تیغه‌ای است که در بالای سر ماکیان‌سانان مانند بوقلمون، قرقاول و مرغ اهلی قرار دارد. تاج‌ها معمولاً در نرها بزرگ‌تر از ماده‌ها هستند (پرنده نر ماکیان‌سانان خروس نامیده می‌شود). چندین نوع برآمدگی گوشتی بر سر و گلوی پرندگان دانه‌خوار، یعنی تاج، غبغبک و لاله گوش وجود دارد که در مجموع به آن‌ها آویزه گوشتی caruncles گفته می‌شود.
تاج مرغ معمولاً قرمز است (اما ممکن است در نژادهایی مانند مرغ ابریشمی یا سِبرایت، بنفش تیره باشد)، در گونه‌های دیگر رنگ تاج ممکن است از خاکستری روشن تا آبی تیره یا قرمز متفاوت باشد. تاج‌های بوقلمون می‌توانند از رنگ قرمز روشن تا آبی متفاوت باشند.
تاج ممکن است یک شاخص قابل اعتماد برای سلامت یا قدرت باشد و برای ارزیابی جفت در برخی از گونه‌های طیور استفاده می‌شود.

## شکل

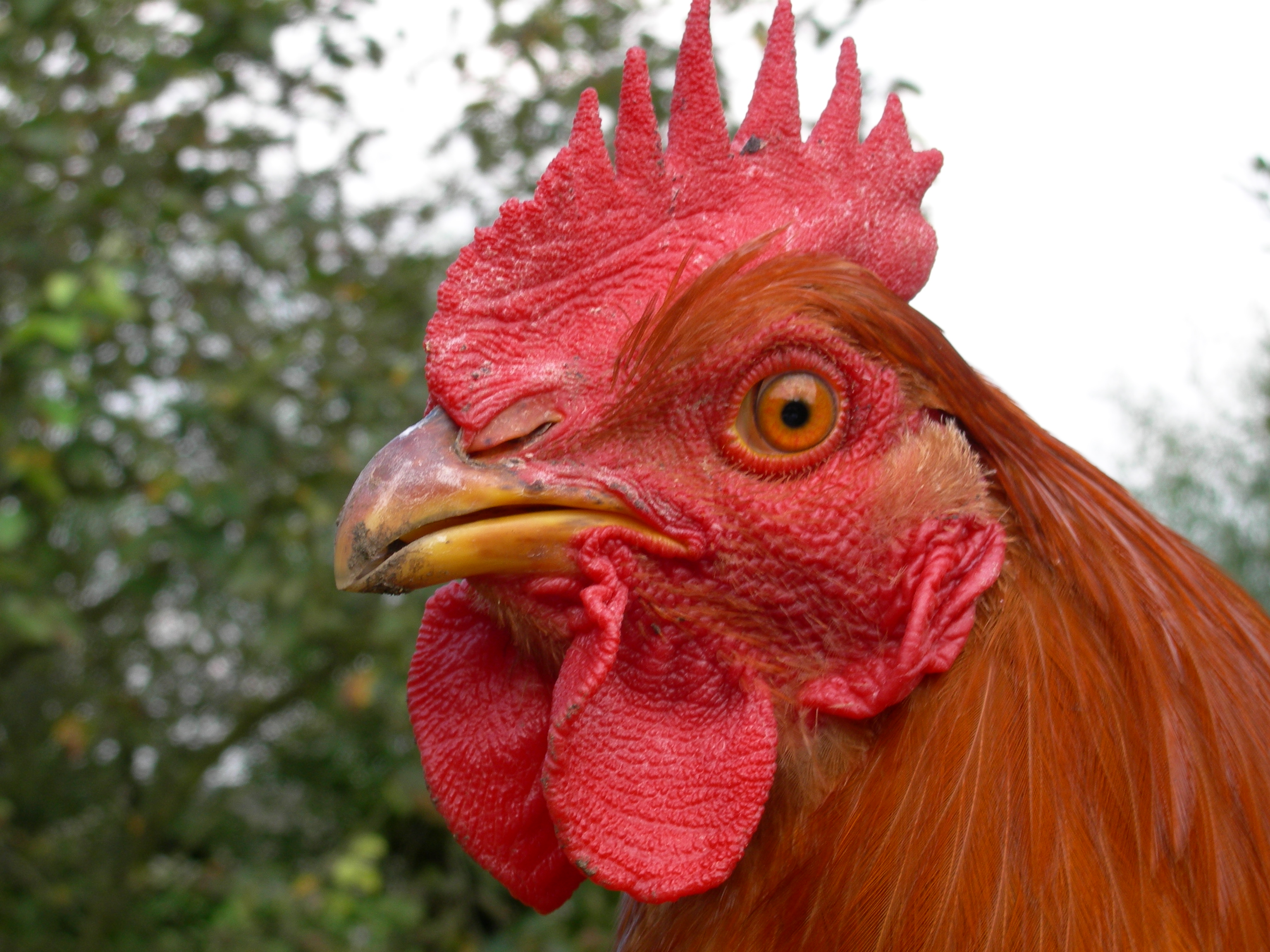
خروس قهوه‌ای

شکل تاج بستگی به نژاد یا گونه پرنده بسیار متفاوت است. رایج‌ترین شکل آنها تک‌تاج در خروس نژادهایی مانند لگرن است. دیگر انواع تاج‌ها رایج عبارتند از: شانه گل رز (مانند تاج رزی) یا شانه نخودی (مانند نژاد برهما یا آراکانا). شکل‌های متمایز دیگری نیز به‌طور انتخابی برای آنها پرورش داده شده‌اند، مانند «تاج کره‌ای سیسیلی»، «تاج‌های V» (که معمولاً «شاخ شیطان» نامیده می‌شود) در نژاد فرانسوی اودون و سایر نژادها، «تاج بالشتکی» در نژاد چانکلتر و تاج گردویی در ماکیان مالایی.

## در آشپزی
تاج‌ها در آشپزی، اغلب در ترکیب با غبغبک یا کلیه مرغ استفاده می‌شوند.
تاج قبلاً در غذاهای فرانسوی به عنوان تزئین استفاده می‌شد. آنها همچنین برای آماده‌سازی سالپیکون سروشده در ولووان، پروفیترول، و غیره مورد استفاده قرار گرفت که در آن اغلب با دیگر مواد تشکیل دهنده لوکس مانند تروفل یا کرکونوسه در سس خامه ترکیب شدند.
در غذاهای ایتالیایی، تاج یک عنصر مهم در سس معروف به نام سیبرو، که همچنین شامل مرغ کبد، غبغبک و تخم‌مرغ گذاشته نشده هستند. از آن به عنوان سس برای تالیاتله و در حلقه سیب زمینی ریکوتا قالب‌گیری شده تارت استفاده می‌شود.
تاج‌ها با کمی جوشاندن و پوست کندن آماده می‌شوند و سپس در بویلون پخته می‌شوند. پس از آماده‌سازی، آنها مایل به خاکستری می‌شوند.
تاج خروس‌ها اغلب در غذاهای چینی دیم سام سرو می‌شود.

## دیگر کاربردها
به دلیل رنگ روشن و شکل متمایزش، «تاج خروس» گیاهان مختلفی را نیز توصیف می‌کند، از جمله گل تاج‌خروس، علف هرز، اسپرس، خشخاش وحشی، سنبل باتلاقی، بنفشه سگ‌دندان و فردوسی. کلاه تلخک و غیره.